# The Neptunes Present... Clones
The Neptunes Present... Clones é um álbum de canções de vários artistas, produzido pelo duo produção composto por Chad Hugo e Pharrell Williams, conhecido como The Neptunes. Foi lançado em 19 de Agosto de 2003, e estreou em #1 na Billboard 200. O álbum contou com quatro singles: "Frontin'" por Pharrell, "Light Your Ass On Fire" de Busta Rhymes, "Hot Damn" por Clipse e "It Blows My Mind" de Snoop Dogg.

## Faixas
1. "Intro" by The Neptunes – 0:26
2. "Light Your Ass On Fire" by Busta Rhymes featuring Pharrell – 3:39
3. "Blaze of Glory" by Clipse featuring Pharrell & Ab-Liva – 3:51
4. "It Wasn't Us" by Ludacris featuring I-20 – 3:34
5. "Frontin'" by Pharrell featuring Jay-Z – 3:56
6. "Good Girl" by Vanessa Marquez – 4:10
7. "If" by Nelly – 3:40
8. "Hot" by Rosco P. Coldchain featuring Pusha T & Boo-Bonic – 3:36
9. "It Blows My Mind" by Snoop Dogg – 4:59
10. "Half-Steering..." by Spymob – 3:34
11. "Fuck N' Spend" by The High Speed Scene – 1:27
12. "Loser" by N*E*R*D featuring Clipse – 3:11
13. "Rock 'n' Roll" by FAM-LAY featuring Kelis– 4:19
14. "The Don of Dons (Put De Ting Pon Dem)" by Super Cat featuring Jadakiss – 4:10
15. "Hot Damn" by Clipse featuring Ab-Liva, Pharrell & Rosco P. Coldchain – 4:03
16. "Put 'Em Up" by N.O.R. E. featuring Pharrell – 3:31
17. "Pop Shit" by Dirt McGirt featuring Pharrell – 3:34
18. "Popular Thug" by Kelis featuring Nas – 3:54

## Desempenho nas tabelas
| Tabela (2003) | Position |
| ------------- | -------- |
| Billboard 200 | 1        |